# Пахомов Руслан Володимирович
Пахомов Руслан Володимирович — управлінець, експерт з трансформації державних органів, інформаційної безпеки та захисту інтелектуальної власності.
В минулому працював в органах внутрішніх справ України та на керівних посадах в медіа бізнесі. Засновник служби боротьби з кіберзлочинністю МВС України.

## Життєпис
Народився в Сумській області, в місті Шостка 18 липня 1984 року.
Повну вищу освіту з отриманням освітньо-кваліфікаційного рівня "спеціаліст" за напрямками «Міжнародна правоохоронна діяльність» та "Правознавство" здобув у 2005 році, закінчивши з відзнакою Харківський національний університет внутрішніх справ. Поглиблено вивчав іноземні мови, спецлексику, міжнародне право і тактику міжнародних спецоперацій. 
У 2009 році закінчив магістратуру Академії управління МВС України з відзнакою.
За спеціальністю "Бухгалтерський облік та аудит" отримав диплом у 2016 році. Закінчив Харківський аграрний університет ім. Докучаєва.
Освітню діяльність продовжує навчанням в аспірантурі Інституту держави і права імені В.М. Корецького Національної академії наук УКРАЇНИ за спеціальністю «Політологія». Тема наукової роботи Руслана Пахомова: «Цифрова трансформація судової влади в Україні: політико-правове забезпечення».
Після отримання диплому бакалавра розпочинає свою професійну діяльність . У 2005 році працював в УМВС України в Луганській області, з 2006 до 2012 року в МВС України.
Звільнившися з органів внутрішніх справ будував свою кар'єру в медіа бізнесі, у період з 2012 року – по липень 2024 року.
Від початку повномасштабного вторгнення і до цього дня активно займається трансформацією судових та правоохоронних органів, бере участь в ІТ та інформаційному забезпеченні обороноздатності України та посиленні спроможності державних органів.

## Трудова діяльність в МВС та медіа

### Робота в органах внутрішніх справ
У період з 2005 по 2006 рік – оперуповноважений управління боротьби зі злочинами, пов’язаними з торгівлею людьми, УМВС України в Луганській області. 
2006 – 2007 роки – старший оперуповноважений Департаменту боротьби зі злочинами, пов’язаними з торгівлею людьми, МВС України за напрямком інтернет-злочинів; до 2009 року – старший оперуповноважений в особливо важливих справах; з 2009 – очолював відділ боротьби з кіберзлочинністю, який до 2012 року трансформувався на Департамент кіберполіції.
У 2012 році через ідейні переконання та ціннісну несумісність з керівництвом МВС звільнився з органів внутрішніх справ. Завершенням карʼєри в МВС стала реалізація резонасного кейсу із закриття піратського файлового сховища ex.ua. Спеціальне звання – майор.

### Робота в медіа бізнесі
Завершивши роботу в МВС, у 2012 році, почав обіймати посаду адміністративного директора ТОВ «Діджитал Скрінз». З 2013 року – адміністративний директор ТОВ «Медіа Група Україна». 
У 2014 році Руслан Пахомов призначений на позицію генерального директора Регіональної Медіа Групи, до складу якої входили телеканали Донбас, Сігма (Маріуполь), 34-й (Дніпро), БіТіВі (Донецьк), Сфера (Харцизьск). З 2017 року – за сумісництвом отримав посаду операційного директора Медіа Групи Україна.
```
З 2012 по 2014 рр. створив систему корпоративної безпеки медіахолдингу, яка включала економічну та інформаційну безпеки, захист інтелектуальної власності та т.д.
```

2021 рік – заснував компанію ТОВ «Ентерпрайз бізнес солюшнз», суть роботи якої базувалася на інноваціях та сервісному підході. Обіймав посаду генерального директора.
З липня 2022 року – по липень 2024 року очолював компанії Медіа Групи Україна та керував проєктами закриття активів після прийняття рішення про здачу ліцензій і закриття діяльності.

## Цікаві факти
У 2007 році, обіймаючи посаду старшого оперуповноваженого Департаменту боротьби зі злочинами, пов’язаними з торгівлею людьми МВС України, Руслан Пахомов проходив 6-ти місячне відрядження до США (місто Калвертон, штат Меріленд). В рамках роботи міжнародної об’єднаної команди керування спецопераціями він перебував на посаді спеціального агента ФБР, за напрямом боротьби з міжнародною кіберзлочинністю.
Повернувшись в Україну, вже після участі у спільній програмі, розпочав активно займатися впровадженням набутого міжнародного досвіду у діяльність МВС, зокрема: 
1. у 2009 році було створено відділ боротьби з кіберзлочинністю (Руслан Пахомов — керівник відділу);
2. у 2010 році створили управління боротьби з кіберзлочинністю — Департамент боротьби з кіберзлочинністю і торгівлею людьми (ДБКТЛ).[7] До його компетенції було передано злочини, що раніше входили до Департаменту боротьби з економічною злочинністю (кардинг, фішинг, інтернет-шахрайство, зловживання електронними платіжними системами тощо);
3. у 2010 році Національний контактний пункт щодо міжнародної взаємодії по кіберзлочинам передано з Інтерполу до ДБКТЛ.[8] За підтримки посольств США та Великобританії створили міжнародний підрозділ, до якого увійшли працівники ФБР США та СОКА Великобританії за напрямками кіберзлочинності;
4. у 2012 році було створено самостійне Управління боротьби з кіберзлочинністю МВС України (більше 800 офіцерів в центральному апараті та регіональних управліннях МВС). Згодом переформотувався на Департамент боротьби з кіберзлочинністю, а потім на Департамент кіберполіції.

## Діяльність під час російського вторгнення в Україну

### Проекти у сфері трансформації судових та правоохоронних органів
З початком повномасштабної війни бере активну участь в ІТ та інформаційному забезпеченні обороноздатності України та посилює спроможності державних органів. 
- На початку 2022 року спільно з Офісом Генерального Прокурора України запускає платформу warcrimes.gov.ua з метою документування воєнних злочинів[9] та обʼєднує інші схожі за тематикою ініціативи. В травні 2022 представляв платформу в рамках економічного форуму в Давосі (Швейцарія).

- В середині 2022 року починає розробку концепції системи з управління електронним кримінальним провадженням, яка повинна об’єднати органи прокуратури та органи досудового розслідування (національна поліція, служба безпеки, бюро економічної безпеки, державне бюро розслідувань) навколо кримінального процесу.

- З квітня по вересень 2023 року спільно з командою компанії Форсего Україна проводить технічний аудит Єдиної судової інформаційно-комунікаційної системи (ЄСІКС). В 2024 році та ж команда здійснює функціональний аудит та розробку концепції оновленої ЄСІКС.

```
У жовтні 2024 року презентували нову концепцію Електронного суду
[
10
]
 та в інтерактивному форматі провели публічне обговорення за підтримки програми 
USAID
[
11
]
 "Справедливість для всіх”. У заході взяли участь ключові стейкхолдери зі сторони судової влади (керівники 
РСУ
, 
ВРП
, 
ВККС
, 
ВСУ
, 
ДСА
, 
ВАКС
 голови судів та керівники апаратів), законодавчої влади (Комітет з питань правої політики), виконавчої влади (
Мінцифри
), 
Офісу генерального прокурора
 та 
НАБУ
.
```

- З початку 2024 року спільно з командою Форсего Україна досліджує процеси функціонування Бюро економічної безпеки та готує концептуальне бачення Комплексної автоматизованої системи контролю аналітичної діяльності — КАСКАД.

- В травні 2024 року за підтримки КМЄС проводив стратегічну сесію для CDTO правоохоронних органів з питань планування спільної діяльності на період 2024-2027 років.

## Родина
Одружений. Виховує двох доньок.